# Panellus stipticus
Espèce
Panellus stipticus est un champignon lignivore bioluminescent de la famille des Mycenaceae.

Bioluminescence de Panellus stypticus